# アーウィン・ブルーメンフェルド
アーウィン・ブルーメンフェルド（Erwin Blumenfeld (Jan Bloomfield),1897年1月26日-1969年7月4日）は、ドイツ生まれの写真家（のちアメリカに渡る）。シュルレアリスム系統の写真、ファッション写真に長ける。オランダにて、ダダの運動にも参加している。
1930年代から戦後にかけて、ファッション写真にシュルレアリスムの感覚を持ち込んだ。特に、ハーパース・バザー誌（アレクセイ・ブロドヴィッチのアートディレクションの下）を中心に活躍する。
フォトモンタージュ（多重露光）、ソラリゼーション、彩色といった、シュルレアリスム的な技巧を、大胆にファッション写真に取り入れ、前衛的・実験的な作品を提供しつづけた。一方で、技巧的でなく、ストレートに動きをとりいれただけのような、華麗な作品もある。

## 外部サイト
- 作品図版（リュシアン・ルロンのドレスを着たエッフェル塔の上のリザ・フォンサグリーヴ（1939年））
  - 上記参考文献の『<パリ写真>の世紀』の表紙にも使われている作品である。
- Ananas a Miamiより（27点の図版が紹介されている）